# Jesús María (Jalisco)
Jesús María – miasto i gmina w Meksyku, w stanie Jalisco.
W 2005 liczyło 17 884 mieszkańców.

## Historia
Nazwa miasta o ewidentnie chrześcijańskich konotacjach (Jezus Maryja) ma pochodzenie kolonialne. Miasto zostało założone przez hiszpańskiego konkwista dora Nuño Guzmána, który przybył do Meksyku wraz z Hernánem Cortésem. Znajdowało się na terenie hiszpańskiego imperium kolonialnego w Nowej Hiszpanii w regionie Nueva Galicia. Pierwotnie miasto nazywało się Barranca de Viudas.

## Demografia
Terytoria te były zamieszkane przed hiszpańskim podbojem Ameryki przez różne grupy etniczne: Tolteków, Chichimeków, Huiczoli i Azteków. Pierwotna w sensie etnicznym ludność Jesús María stanowi dzisiaj 0,03% miejscowej populacji (2005). Większość mieszkańców miasta to Kreole i Metysi.

## Gospodarka
Większość mieszkańców utrzymuje się z rolnictwa. 90% produkcji stanowi kukurydza. Uprawia się także fasolę, pszenicę, dynie i agawy do produkcji tequili. Większość płodów sprzedawanych jest do Guadalajary, 51 procent zostaje w gminie. Na terenie gminy istnieją też niewielkie zakłady produkujące obuwie, tekstylia, słodycze i alkohol.

## Turystyka
W Jesús María istnieje wzniesiony w latach 1835–1840 kościół parafialny. Świątynia nawiedzana jest masowo w okresie Bożego Narodzenia z okazji święta patronalnego – La Sagrada Familia.